# Sceloporus binocularis
Sceloporus binocularis (нуево-леонська тріщинна ігуана) — вид ігуаноподібних ящірок родини фриносомових (Phrynosomatidae). Ендемік Мексики.

## Поширення і екологія
Нуево-леонські тріщінні ігуани мешкають в горах Східної Сьєрра-Мадре на півдні штату Нуево-Леон. Вони живуть в кам'янистих місцевостях, в тріщинах серед скель, в хвойних і мішаних гірських лісах та на полях. Є живородними.